# تتیانا کوزاچنکو
تتیانا کوزاچنکو (اوکراینی: Тетяна Валеріївна Козаченко؛ زادهٔ ۱۸ دسامبر ۱۹۸۱) اهل اوکراین است. وی همچنین از اسکی‌بازان نمایشی در بازی‌های المپیک زمستانی ۱۹۹۸، ۲۰۰۲ و ۲۰۰۶ بوده‌است.